# Fischbach (Blinde Rot)
Der Fischbach ist ein rund 3 km langer Bach im Gebiet der Gemeinde Abtsgmünd im Ostalbkreis im nordöstlichen Baden-Württemberg, der etwas vor der Öl- und Sägmühle der Gemeinde von rechts und Westen in die untere Blinde Rot mündet.

## Geographie

### Verlauf
Der Fischbach entsteht am Ostabfall des Südostendes des Büchelberger Grats im Wald ca. 0,6 km östlich-unterhalb des Abtsgmünder Weilers Vorderbüchelberg und etwa 0,2 km nördlich der Straße von Vorderbüchelberg–Wilflingen am Waldgewann Brunnenhalde auf etwa 440 m ü. NHN. Der Bach fließt mit kleinräumigen Richtungsänderungen zunächst ost- bis ostnordostwärts. Nach etwas über hundert Metern reicht der ab nun von einer Erlengalerie begleitete Lauf rechtsseits an die Rodungsinsel um Wilflingen. Er erfährt dabei über Rinnsale Zufluss aus dem Wald links und von einem Quellsumpf an der Hangwiese rechts. Etwas vor dem Wohnplatz Fischbach unterquert er die L 1073 von Pommertsweiler im Norden nach Wilflingen im Süden und durchläuft jenseits ein Großseggenried, ehe er in den bei Fischbach angestauten, unter 0,4 ha großen Teich einfließt.
Dieser Teich hat im Büchelbach einen weiteren, nach Länge von 1,4 km wie auch Teileinzugsgebiet etwas größeren Zufluss von Westen her. Nach dem Austritt aus dem Teich fließt der Fischbach, der sich weiterhin leicht schlängelt, ostwärts durch den Wald Abelsge(h)rn, wo er von links den Immertsbach und von rechts den Zufluss aus der Federklinge aufnimmt, die beide unter einen Kilometer Länge haben. Schließlich mündet der Fischbach auf 383,1 m ü. NHN von rechts in die untere Blinde Rot, etwa 0,3 km vor dem Wohnplatz Öl- und Sägmühle.
Der Fischbach mündet nach einem 2,8 km langen Lauf mit mittlerem Sohlgefälle von etwa 20 ‰ etwa 57 Höhenmeter unterhalb seines Ursprungs. Mit dem linken Oberlauf Büchelbach betrüge die Länge 3,0 km, das relative Gefälle etwa 23 ‰ und das absolute etwa 71 Höhenmeter.

### Einzugsgebiet
Der Fischbach hat ein etwa 2,5 km² großes Einzugsgebiet am Ostabfall des südöstlichen Büchelberger Grates, das naturräumlich zum Unterraum Sulzbacher Wald der Schwäbisch-Fränkischen Waldberge gehört. Der höchste Punkt an seiner Westspitze im Ortsbereich von Vorderbüchelberg erreicht etwa 518 m ü. NHN.
Reihum grenzen die Einzugsgebiete der folgenden Nachbargewässer an:
- Im Westen und Nordwesten liegt das Quellgebiet der viel größeren Bühler, die weit unterhalb der Blinden Rot ebenfalls in den Kocher mündet;
- im Norden und Nordosten laufen die kleineren Gewässer Brunnenfeldbach über den Franuenbach und dann Rotwiesenbach direkt ostwärts zur Blinden Rot oberhalb der Fischbach-Mündung;
- im Südosten und Süden entwässern der Ölmühlbach und dann der Kotenbach mit seinen Zuflüssen noch weiter abwärts in die Blinde Rot;
- im Südwesten schließlich nehmen der Ammertwiesenbach und der (Abtsgmünder) Schlierbach den Abfluss jenseits der Wasserscheide auf.

Das Einzugsgebiet umfasst überwiegend Wald. Offenes Gelände, fast nur Wiesen, gibt es allein bei Vorderbüchelberg auf dem Büchelberger Grat, rechts des Oberlaufs in der Wilflinger Rodungsinsel, linksseits des Büchelbachs und des Mittellaufes um Pommertsweiler sowie zuletzt den Mündungszwickel in der Rot-Aue.
Das gesamte Gebiet liegt im Gemeindegebiet von Abtsgmünd. Die einzigen Siedlungsplätze darin sind einige Häuser des Weilers Vorderbüchelberg sowie der Wohnplatz Fischbach am Mittellauf. Der im Süden nahe Weiler Wilflingen liegt knapp jenseits der Wasserscheide, das Dorf Pommertsweiler etwas weiter jenseits der nördlichen.

### Zuflüsse und Seen
Liste der Zuflüsse und  Seen von der Quelle zur Mündung. Gewässerlänge, Seefläche, Einzugsgebiet und Höhe nach den entsprechenden Layern auf der Onlinekarte der LUBW. Andere Quellen für die Angaben sind vermerkt.
Ursprung des Fischbachs auf etwa 440 m ü. NHN ca. 0,6 km östlich-unterhalb von Abtsgmünd-Vorderbüchelberg am Waldgewann Brunnenhalde.
- Durchfließt auf etwa 407 m ü. NHN einen Teich beim Wohnplatz Fischbach, unter 0,4 ha.
- Büchelbach, von links und Westen auf etwa 407 m ü. NHN im genannten Teich, 1,4 km und ca. 1,0 km². Entsteht auf etwa 454 m ü. NHN ca. 0,5 km nordöstlich von Vorderbüchelberg im Waldrand an einer Flurspitze mit einer feuchten Hangwiese.
Der bis dorthin 1,2 km lange Fischbach hat bis zu diesem Zufluss erst ein ca. 0,7 km² großes Einzugsgebiet akkumuliert
  -  Passiert auf etwa 407 m ü. NHN knapp vor dem Mündungsteich zwei Teiche rechts am Lauf, zusammen unter 0,1 ha.
- Immertsbach, von links und Nordwesten auf etwa 389 m ü. NHN, 0,5 km und ca. 0,2 km². Entsteht auf etwa 430 m ü. NHN nordöstlich von Fischbach am Rand des Waldgewanns Immertsbühl zur offenen Flur.
- (Bach aus der Federklinge), von rechts und Westsüdwesten auf etwa 385 m ü. NHN im Waldgewann Abelsgern, 0,9 km und ca. 0,3 km². Entsteht auf etwa 427 m ü. NHN im Buckfeld nordöstlich von Wilfingen nahe dem Waldrand.

Mündung des Fischbachs von rechts und Osten auf 383,1 m ü. NHN ca. 0,3 km nördlich-oberhalb von Abtsgmünd-Öl- und Sägmühle in die untere Blinde Rot. Der Fischbach ist 2,8 km lang und hat ein ca. 2,5 km² großes Einzugsgebiet.

## Geologie
Das Einzugsgebiet reicht an der Westspitze bis hinauf in den Schwarzjura des Büchelberger Grates; dort liegt der stufenbildende Angulatensandstein, darunter streicht am Oberhang der Psilonotenton aus. Darunter wiederum liegt am Hang, nun im Mittelkeuper, der Knollenmergel (Trossingen-Formation), ehe der Stubensandstein (Löwenstein-Formation) einsetzt, der im weit überwiegenden Teil des Einzugsgebietes ansteht. In ihm entspringen auch die beiden Oberläufe. Durch den Unterhang des Rot-Tales erst schneidet sich der Fischbach in die Oberen Bunten Mergel (Mainhardt-Formation).
Neben diesen mesozoischen Schichten gibt es im Westen zwischen den beiden Oberläufen den Stubensandstein überlagernde Terrassensedimente der Urbrenz, sowie eine Schichtinsel mit Goldshöfer Sanden. Die holozänen Auensediemnte beginnen an beiden Oberläufen kurz vor ihrer Vereinigung und ziehen sich dann bis zur Blinden Rot.

## Natur und Schutzgebiete
Der Fischbach ist am Oberlauf überwiegend von einer Galerie von Erlen und auch anderen Laubbäumen begleitet. Er fließt eher langsam und schlängelt sich dabei leicht in einem meist eingetieften Bett mit Sand und Kies auf dem Grund. Ein ähnliches Bild zeigt der bis zu ein Meter breite linke Oberlauf Büchelbach, mit allerdings weniger Erlen am Lauf.
Im kleinen ebenen Mündungsdreieck der beiden Oberläufe liegt ein Großseggenried, feucht im Zentrum. nasswiesenähnlich den beiden Rändern zu, im oberen Bereich ist das sonst brache Gebiet beweidet. In den angrenzenden Fischteichen wächst die Gelbe Teichrose.
Der folgende Unterlauf des Fischbachs schlängelt sich durch den Wald und zeigt sogar kleine Mäander. Im dort bis zu zwei Metern breiten Bachbett liegt Sand und Kies. Von den stellenweise feuchten Hängen rinnt Wasser zu. Am Ufer stehen teilweise Erlen und andere Laubbäume, aber auch Fichten. Der zulaufende Bach aus der Federklinge wird aus einer Quellhöhle gespeist.
An der Westspitze des Einzugsgebietes liegt ein Teil des Landschaftsschutzgebietes Büchelberger Grat und Umgebung innerhalb. Der Fischbach mündet zuallerletzt im Naturschutzgebiet Tal der Blinden Rot, das die Blinde Rot mit ihrer Aue umfasst. Das gesamte Gebiet liegt im Naturpark Schwäbisch-Fränkischer Wald.

### LUBW
Amtliche Online-Gewässerkarte mit passendem Ausschnitt und den hier benutzten Layern: Lauf und Einzugsgebiet des Fischbachs

Allgemeiner Einstieg ohne Voreinstellungen und Layer: Daten- und Kartendienst der Landesanstalt für Umwelt Baden-Württemberg (LUBW) (Hinweise)
1. 1 2 3  Höhe nach dem Höhenlinienbild auf dem Hintergrundlayer Topographische Karte.
2. 1 2  Höhe nach grauer Beschriftung auf dem Hintergrundlayer Topographische Karte.
3. 1 2 3  Länge nach dem Layer Gewässernetz (AWGN).
4. 1 2 3  Einzugsgebiet abgemessen auf dem Hintergrundlayer Topographische Karte.
5. ↑  Seefläche nach dem Layer Stehende Gewässer.
6. ↑  Schutzgebiete nach den einschlägigen Layern, Natur teilweise nach dem Layer Biotop.

### Andere Belege
1. ↑  Hansjörg Dongus: Geographische Landesaufnahme: Die naturräumlichen Einheiten auf Blatt 171 Göppingen. Bundesanstalt für Landeskunde, Bad Godesberg 1961. → Online-Karte (PDF; 4,3 MB)
2. ↑  Geologie nach den Layern zu Geologische Karte 1:50.000 auf: Mapserver des Landesamtes für Geologie, Rohstoffe und Bergbau (LGRB) (Hinweise)